# Rašipić
Koordinati:   43°47′03″N, 15°17′59″E
Rašipić je nenaseljen otoček v Jadranskem morju. Pripada Hrvaški.
Rašipić leži v Narodnem parku Kornati južno od otoka Kornata, njegova površina je 0,011 km², dolžina obale meri 0,39 km. Najvišji vrh otočka je visok 12 mnm.